# 490
El 490 fou un any comú començat en dilluns del calendari julià.

## Esdeveniments
- agost - Teodoric el Gran i Odoacre s'enfronten pel control d'Itàlia, però finalment Teodoric va derrotar-lo en una tercera i decisiva batalla del riu Adda.[1]

- Èbares, fill de Megabazos el succeeix a la satrapia.[2]